# Фирстенфелд
Фирстенфелд (мађ. Fölöstöm) град је у Аустрији, смештен у југоисточном делу државе. Значајан је град у покрајини Штајерској.

## Природне одлике
Фирстенфелд се налази у југоисточном делу Аустрије, 160 км јужно од главног града Беча. Главни град покрајине Штајерске, Грац, налази се 60 km западно од града.
Град Фирстенфелд се сместио у долини реке Фајcтриц, која град дели од Бургенланда. Око града се налзи брежуљкаста Средњоштајерска котлина, позната по виноградарству. Надморска висина града је око 280 m.

## Становништво
Данас је Фирстенфелд град са нешто мање од 8.455 становника. Последњих деценија број становника града стагнира.